# Albert Rossi
Albert Rossi   (Bessemer, 20 de juny de 1931) és un remer estatunidenc, ja retirat, que va competir com a timoner durant la dècada de 1950. Va estudiar a la Universitat de Washington.
El 1952 va prendre part en els Jocs Olímpics d'Estiu de Hèlsinki, on guanyà la medalla de bronze en la prova del quatre amb timoner del programa de rem. Formà equip amb Carl Lovsted, Alvin Ulbrickson, Matthew Leanderson i Matthew Leanderson.